# Wilhelm Daniel Joseph Koch
Wilhelm Daniel Joseph Koch, född 5 mars 1771 i Kusel, död 14 november 1849 i Erlangen, var en tysk botaniker.
Koch var från 1797 till 1824 läkare i Kaiserslautern och därefter till sin död professor i botanik (en tid även i speciell terapi och patologi) vid Erlangens universitet. Koch blev en av Tysklands främste florister genom sitt klassiska verk Synopsis floræ germanicæ et helveticæ (1836–1837, senare bearbetad av Ernst Hallier, Rudolf Wohlfarth och August Brand 1891–1907), i vilket arbete han inledningsvis lämnar en nyckel till användandet av Linnés sexualsystem, men vid själva framställningen tillämpar det decandolleska systemet. Ett sammandrag av nämnda verk är Kochs Taschenbuch der deutschen und schweizerischen Flora (1844). Koch blev ledamot av Leopoldina 1821, av svenska Vetenskapsakademien (1833) och av Vetenskapssocieteten i Uppsala (1844).
Auktorsnamnet W.D.J.Koch kan användas för Wilhelm Daniel Joseph Koch i samband med ett vetenskapligt namn inom botaniken; se Wikipediaartiklar som länkar till auktorsnamnet.